# Fantasía para un gentilhombre
Fantasía para un gentilhombre es un concierto para guitarra y orquesta del compositor español Joaquín Rodrigo. Es su segundo concierto más popular, después del Concierto de Aranjuez.
Sus cuatro movimientos están basados en seis danzas cortas para guitarra solista del compositor español del siglo XVII Gaspar Sanz, tomadas de la obra conocida comúnmente como Instrucción de música sobre la guitarra española en tres volúmenes (1674, 1675, 1697) Instrucción de música sobre la guitarra española. La mayor parte de los movimientos conservan los nombres originales de Sanz. Rodrigo amplió los temas de Sanz para producir una obra de más de 20 minutos. Joaquín Rodrigo siempre tuvo claro hasta donde aportar con su trabajo para mantener claras las ideas de Sanz y la esencia propia de estas danzas "Todo  un pasado de danzas, en las que tiempo viejo y nuevo acaban entroncándose, revive en estos títulos. Me propuse que el lenguaje armónico y el clima sonoro no estorbaran el espíritu de aquellos títulos".
Rodrigo compuso el concierto en 1954 a petición del guitarrista Andrés Segovia, que era evidentemente el gentilhombre referido al título. Segovia interpretó la parte solista en el estreno de la pieza el 5 de marzo de 1958 en San Francisco.

## Instrumentación y movimientos
La instrumentación requerida, además de la guitarra solista, consta de una plantilla orquestal muy reducida bastante insólita: una flauta, un flautín, un oboe, un fagot, una trompeta y la sección de cuerdas habitual (violines primeros y segundos, violas, violoncellos y contrabajos).
La obra se divide en cuatro movimientos:
1. Villano y Ricercare (Adagietto)
2. Españoleta y Fanfare de la Caballería de Nápoles (Adagio - Allegretto)
3. Danza de las Hachas (Allegro con brio)
4. Canario (Allegro ma non troppo)

El primer movimiento se abre con el melódico Villano con fases entre el guitarra solista y la orquesta. El movimiento repite el tema de Sanz muchas veces, variándolo de modo que nunca llegue a ser repetitivo. Esta es la misma forma de los otros movimientos de la obra. El movimiento hace también alusión sutil a los otros temas usados en los movimientos subsecuentes. La segunda parte del primer movimiento, llamada Ricercare, es una pieza corta en contraste con Villano y basada enteramente en una frase de dos compases, repetida bajo la forma de una compleja fuga o ricercare.
El segundo movimiento vuelve a un tema más lírico con Españoleta, que tiene una melodía fascinante con un rico acompañamiento de cuerdas. La sección central de este movimiento, Fanfare de la Caballería de Nápoles, trae golpes rápidos, discordantes del tambor junto con el acompañamiento de la guitarra y fanfarrias espectrales de trompeta y flauta. El movimiento se concluye con una repetición de Españoleta.
El tercer movimiento, Danza de las Hachas, tiene un ritmo enérgico de danza, apoyado por un crescendo de la orquesta. Este vivo y corto movimiento es en realidad un interludio que enlaza la parte más melódica de la Fantasía con el más plano movimiento final.
Finalmente, el cuarto movimiento, Canario, trae música que Sanz escribió en el estilo de una danza popular de las Islas Canarias. Rodrigo hace un homenaje a los orígenes de esta música imitando una llamada de pájaro hacia el final del movimiento.